# أوغو مارتن
أوغو مارتن (بالفرنسية: Ugo Martin)‏ هو لاعب دوري الرغبي فرنسي، ولد في 5 نوفمبر 1998 في بيربينيا في فرنسا.